# Automobilklub Gorzowski
Automobilklub Gorzowski – stowarzyszenie mające na celu popularyzację sportów motorowych masowych i wyczynowych oraz krzewienie kultury i wiedzy motoryzacyjnej. Członek Polskiego Związku Motorowego.
Siedziba Automobilklubu Gorzowskiego znajduje się przy ul. Słowiańskiej 10, w Gorzowie Wielkopolskim.

## Historia
Stowarzyszenie rozpoczęło działalność w czerwcu 1976 roku. Pierwszym prezesem był Tadeusz Biczysko (w latach 1976–1989). Klub organizował rajdy – których punkty zaliczane były do mistrzostw strefy i okręgu zielonogórskiego, oraz Konkursowe Jazdy Samochodem. Brali w nich udział również zawodnicy startujący w rajdowych mistrzostw Polski.
W latach 80. klub nawiązał współpracę z niemieckim Allgemeiner Deutscher Motorsport Verband (ADMV), dzięki czemu działał również na arenie międzynarodowej i stał się jednym z najważniejszych ośrodków sportów samochodowych w Polsce. Stowarzyszenie wówczas powiększyło się o sekcje kartingowe i motocrossowe.
Stowarzyszenie organizuje coroczne imprezy odbywające się zarówno w Gorzowie Wielkopolskim, jak i innych miejscowościach regionu: Rajd Wiosny, Motostart – rozpoczęcie sezonu motocyklowego oraz zlot miłośników samochodów klasycznych. W przeszłości organizowana była impreza motorowa Off Road nad Wartą.

## Zawodnicy

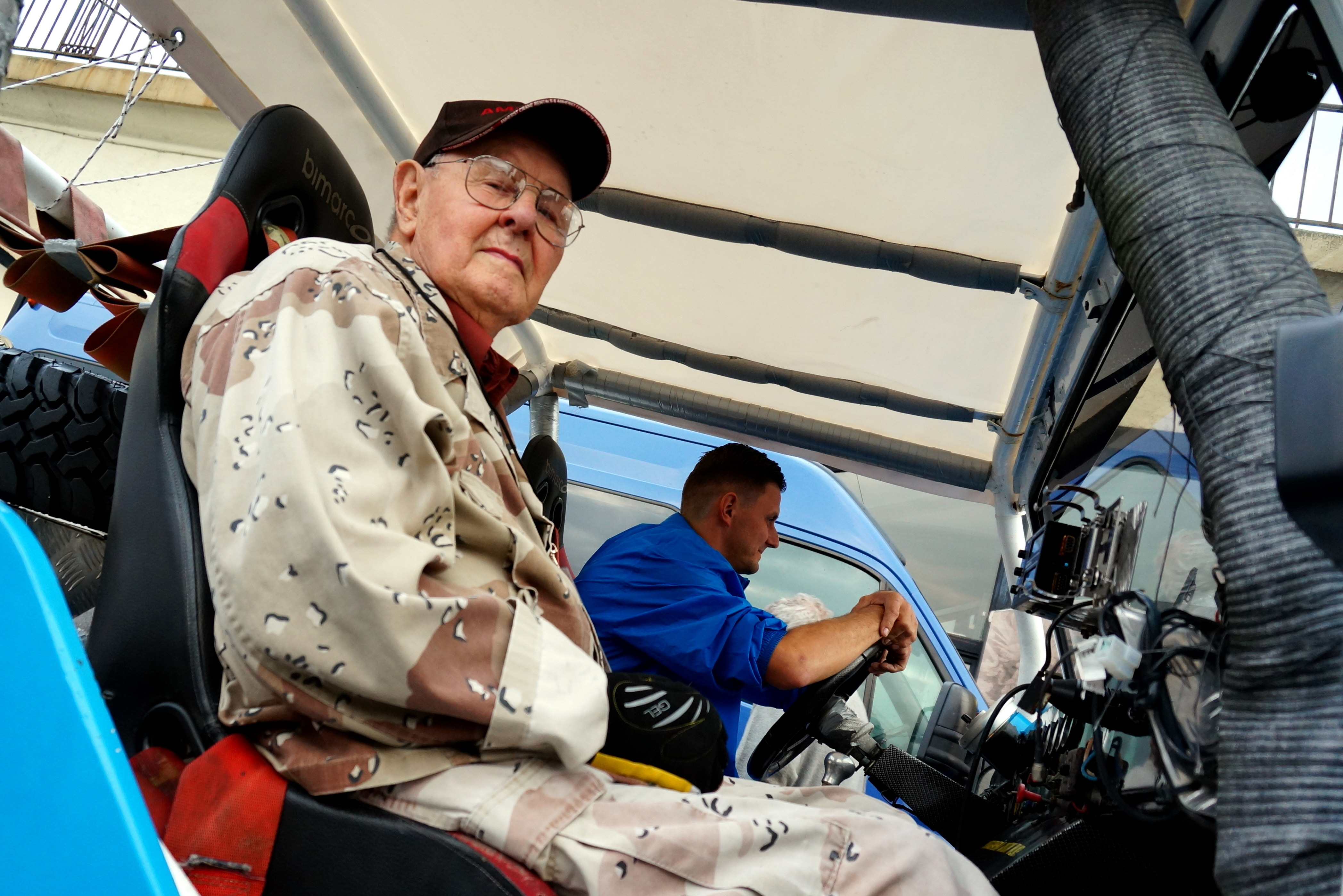
P. Lisowski, wielokrotny mistrz Polski w rajdach samochodów terenowych

Pierwszym zawodnikiem gorzowskiego automobilklubu z licencją rajdową był Jerzy Pielecha. Gorzowianie największe sukcesy odnosili w latach 80. i 90. W latach 1993–1997 zawodnicy gorzowskiego Automobilklubu 5-krotnie sięgali po tytuł drużynowych mistrzów Polski w rajdach samochodów terenowych.
Automobilklub reprezentowali w mistrzostwach Polski m.in.: Karolina i Wiktor Jasińscy, Sławomir Kubzdyl, Stanisław Lisowski, Dominika Orlik, Ryszard Romanowski, Andrzej Szyjkowski i Roman Uchański.